# George Gossip
George Hatfield Dingley Gossip (1897. január 6. – 1922.) ausztrál ászpilóta.

## Élete

### Ifjúkora
George Hatfield Dingley Gossip 1897-ben született az ausztráliai Új-Dél-Walesben, Sydney városában. Édesapja Harold Gossip, édesanyja Matilda Gossip volt.

### Katonai szolgálata
Gossip szolgálatának korai ideje és katonai előmenetele ismeretlen. 1917. április 21-én szerezte meg pilótaigazolványát. Az első világháború során 6 igazolt légi győzelmet aratott.
1922-ben hunyt el.

### Légi győzelmei
| Sorszám | Dátum              | Egység                            | Repülőgép     | Ellenfél       |
| ------- | ------------------ | --------------------------------- | ------------- | -------------- |
| 1       | 1917. október 1.   | 4. brit tengerészeti repülőszázad | Sopwith Camel | Albatros D.V   |
| 2       | 1917. november 4.  | 4. brit tengerészeti repülőszázad | Sopwith Camel | Albatros C     |
| 3       | 1917. november 13. | 4. brit tengerészeti repülőszázad | Sopwith Camel | Albatros C     |
| 4       | 1918. május 20.    | 204. brit repülőszázad            | Sopwith Camel | Albatros D.V   |
| 5       | 1917. június 30.   | 204. brit repülőszázad            | Sopwith Camel | Albatros D.VII |
| 6       | 1917. július 30.   | 204. brit repülőszázad            | Sopwith Camel | Albatros D.VII |